# Nicholas Strausfeld
Nicholas James Strausfeld (* 1942) ist ein Neurobiologe.

## Leben
Strausfeld studierte am University College London, wo er 1965 seinen B. Sc und 1968 seinen Ph.D. erhielt. Anschließend forschte er mit einem Stipendium der Humboldt-Stiftung als Postdoc an der Goethe-Universität Frankfurt.
1970 erhielt er eine Stelle am Max-Planck-Institut für biologische Kybernetik in Tübingen. 1975 wechselte er als Gruppenleiter ans European Molecular Biology Laboratory. Strausfeld habilitierte sich 1986 in Frankfurt und folgte dem Ruf auf eine ordentliche Professur für Neurobiologie an der University of Arizona. Dort leitet er das Zentrum für Entomologie.
Strausfeld ist korrespondierendes Mitglied der Akademie der Wissenschaften zu Göttingen und seit 2002 gewähltes Mitglied der Royal Society of London.

## Preise und Auszeichnungen
- 1994 Guggenheim-Stipendium
- 1995 „Genie-Preis“ der MacArthur-Stiftung
- 2001 Humboldt-Forschungspreis
- 2009 Gast-Professur der Volkswagen-Stiftung

## Monographien
- Atlas of an Insect Brain. Springer Verlag, 1976.
- Arthropod Brains: Evolution, Functional Elegance, and Historical Significance. Harvard University, Belknap Press, 2012.